# Löbauer Berg
Der Löbauer Berg (obersorbisch Lubijska hora) ist der Erosionsrest eines erloschenen Vulkans (eine „Vulkanruine“) und mit einer Höhe von 447,9 m ü. NHN der Hausberg der namensgebenden Stadt Löbau im Landkreis Görlitz in der sächsischen Oberlausitz. Er ist bestanden mit Bergmischwald, bestehend aus Stieleiche, Hainbuche und Winterlinde.

## Lage und Umgebung
Der Gipfel des Löbauer Berges liegt ca. 1,8 km östlich des Zentrums der Stadt Löbau, welche sich auch gern mit dem Beinamen Die Stadt am Berge schmückt. Östlich des Berges liegt Herwigsdorf. Im Norden wird das Bergmassiv von der Eisenbahnlinie Löbau–Görlitz sowie der Staatsstraße S 129 begrenzt; nach Süden ist es die Kreisstraße 8681.

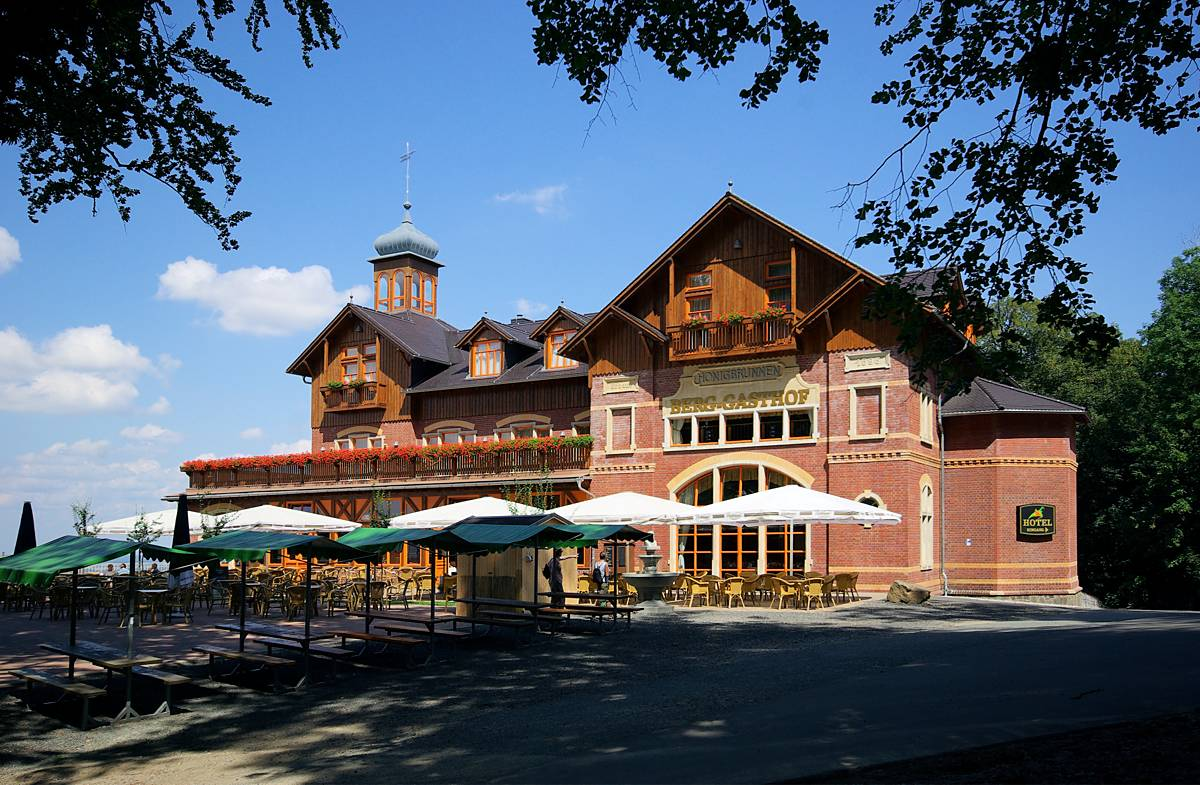
Berggasthof Honigbrunnen

Auf dem Gipfel befindet sich der als Aussichtsturm konzipierte gusseiserne König-Friedrich-August-Turm mit Turmgaststätte. Der Gasthof Berghaus wurde nach erfolgter Sanierung durch die Betreiber der Turmgaststätte mit Übernachtungsmöglichkeiten 2017 wiedereröffnet. Am Westhang auf halber Höhe liegt der am 1. Dezember 2006 wiedereröffnete Berggasthof Honigbrunnen.
Auf dem Nachbargipfel, dem 450,5 m ü. NHN hohen Schafberg, steht der Sender Schafberg, ein weithin sichtbarer Sendeturm der Deutschen Telekom.

## Geologie

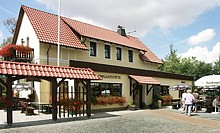
Turmgaststätte

Der Löbauer Berg wird meist gedeutet als Quellkuppe, bei der Magma bis nahe der Erdoberfläche aufgestiegen und dann im Nebengestein stecken geblieben ist. Ob ein oberirdisches Vulkangebäude existierte, ist ungewiss. Typisch für Quellkuppen ist, dass das Magma längere Zeit zum Abkühlen brauchte, wodurch es nicht zu Glas erstarrte, sondern grobe, mit bloßem Auge sichtbare Kristalle bildete. Dieses grobkörnigere Gestein wird auch Dolerit genannt. Am Löbauer Berg kommt neben grobkörnigen Dolerit auch feinkörniges, in der Feldansprache als Basalt bezeichnetes Gestein vor. Beide sind in Chemie und Zusammensetzung nicht unterscheidbar. Nach moderner Nomenklatur wird das vulkanische Gestein als Nephelinit charakterisiert, ein kieselsäurearmes, foidisches Gestein mit hohen Anteil des Feldspatvertreters Nephelin. Eingeschlossen sind in die Gesteinsmatrix Bruchstücke (Xenolithe) aus Peridotit, einem im Erdmantel gebildeten Tiefengestein. Dies deutet darauf hin, dass das Magma am Löbauer Berg nicht aus einer oberflächennahen Magmakammer stammen kann. Das Alter des Gesteins wurde nicht direkt bestimmt. Radiometrische Datierung (Argon-Argon-Datierung) verschiedener anderer Vulkane des Lausitzer Vulkanfelds ergab Werte zwischen 34,9 und 26,9 Millionen Jahre.
Der Gipfelbereich stellt das größte quellkuppenartige Basaltvorkommen der Oberlausitz dar, es bedeckt eine Fläche von ca. 3 km². Die Kuppe besteht aus grobkörnigem Dolerit, der durch das Herauswittern des leicht verwitterbaren Nephelin in den anstehenden Blöcken der eiszeitlichen Blockmeere ein löchriges, narbiges Aussehen besitzt. Am Fuß des Bergs steht feinkörniger, basaltartiger Nephelinit an. In einem kleinen Steinbruch am Rand des Bergkegels ist das Gestein nicht, wie sonst oft, säulenartig abgeschieden, sondern besitzt eine plattige Struktur.

## Geschichte

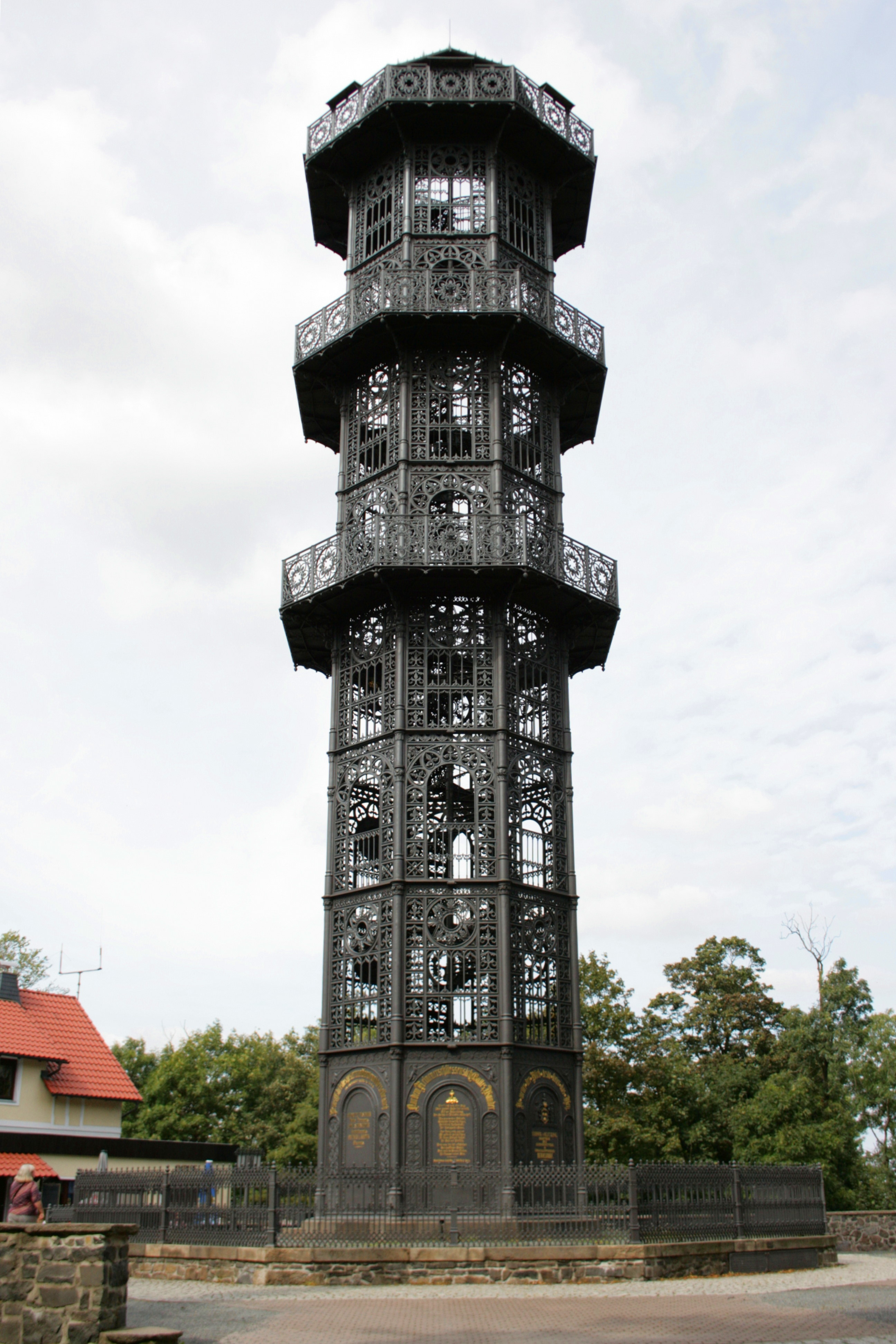
König-Friedrich-August-Turm

Bereits in der Bronzezeit ist der Gipfelbereich von Menschen genutzt worden. Eine Wallanlage der Lausitzer Kultur enormen Ausmaßes ist dort zu finden. Der Umfang des Walls, auch als Schlackenwall bekannt, ist ca. 1.600 Meter lang und umschließt eine Fläche von 5 Hektar. Im Innern fand man neben Wohnpodesten auch prähistorische Werkzeuge, Schmuck sowie Keramik und Bronzegegenstände.
1738 errichtete man die erste einfache Hütte, welche jedoch im Siebenjährigen Krieg (1756–1763) zerstört wurde. 1770 baute die Löbauer Kaufmannschaft ein weiteres Gebäude aus Stein.
Seit 1854 erhebt sich auf dem Gipfel der zuletzt 1994 restaurierte, 28 Meter hohe gusseiserne König-Friedrich-August-Turm, ein technisches Denkmal und der einzige seiner Art in Europa. Im Jahr der Errichtung des Turmes wurde ebenfalls die noch heute existierende Turmgaststätte eröffnet.

## Schutzgebiet

### Denkmalschutz
Der Löbauer Berg wurde Ende 2009 vom Landesamt für Denkmalpflege Sachsen als Ensemble in die Liste der Kulturdenkmale Sachsens aufgenommen.
Die Einzeldenkmale sind: der Gusseiserne Turm, die Rodelbahn mit gemauerter Auenwange, der Honigbrunnen mit Areal und Stützmauern, das Berghaus mit Stützmauern und Resten ehem. Nebengebäude, die Granittreppe vom Berghaus, die Prinzenstufen, das Kriegerehrenmal von 1927, das Große Steinmeer, zwei kleine Steinbrüche (einer davon 1929/30 vom Humboldtverein mit Steingarten und Gebirgsflora versehen), der Große Steinbruch, die Judenkuppe, die alte Rodelbahn, der schwarze Winkel, der Kaffeebrunnen, die Turnerbank, der Brücknerstein (1942), der Engwichtstein (1954) und der Mücklich-Gedenkstein (1912).

### Naturschutz
Der Löbauer Berg ist gemäß Sächsischem Naturschutzgesetz Landschaftsschutzgebiet. Er ist außerdem Bestandteil des aus mehreren Teilflächen bestehenden Fauna-Flora-Habitat-Gebietes „Basalt- und Phonolithkuppen der östlichen Oberlausitz“. Wertgebend bei der Unterschutzstellung waren vor allem die Lebensraumtypen Schlucht- und Hangmischwälder und Hainsimsen-Buchenwald. Daneben kommen kleinflächig schutzwürdige natürliche Silikatfelsen vor. Die Wälder des Löbauer Bergs sind zudem Lebensraum der nach der Richtlinie geschützten Fledermausarten Bechsteinfledermaus und Großes Mausohr.

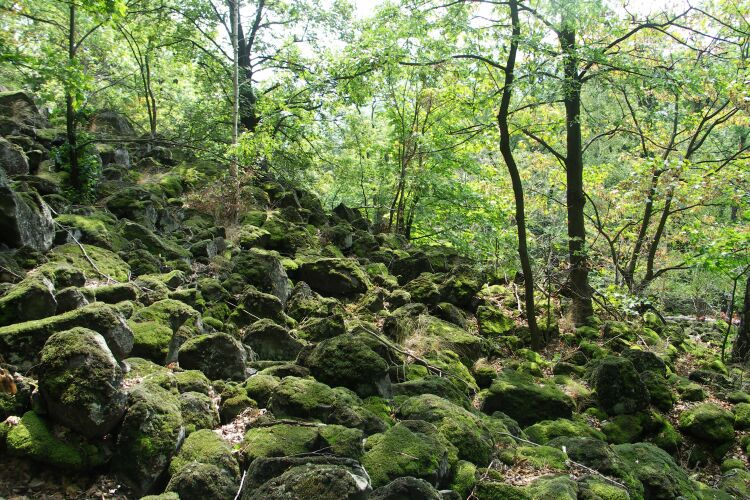
Löbauer Berg, in der Eiszeit entstandene Blockhalde (Blockmeer)
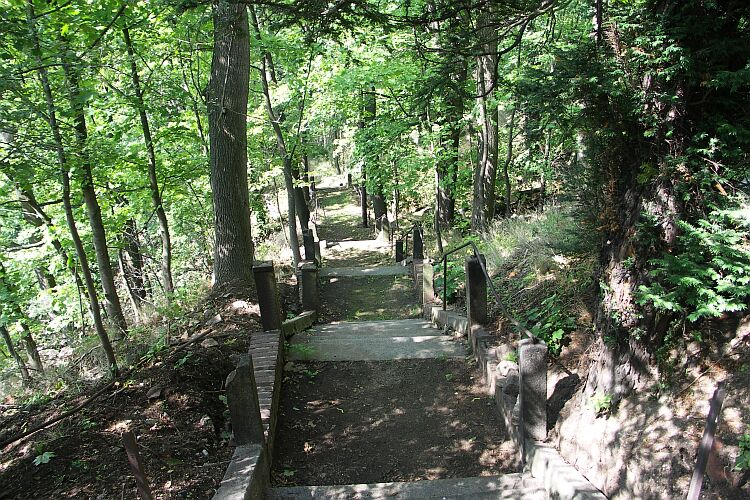
Steiler Weg

## Aussicht

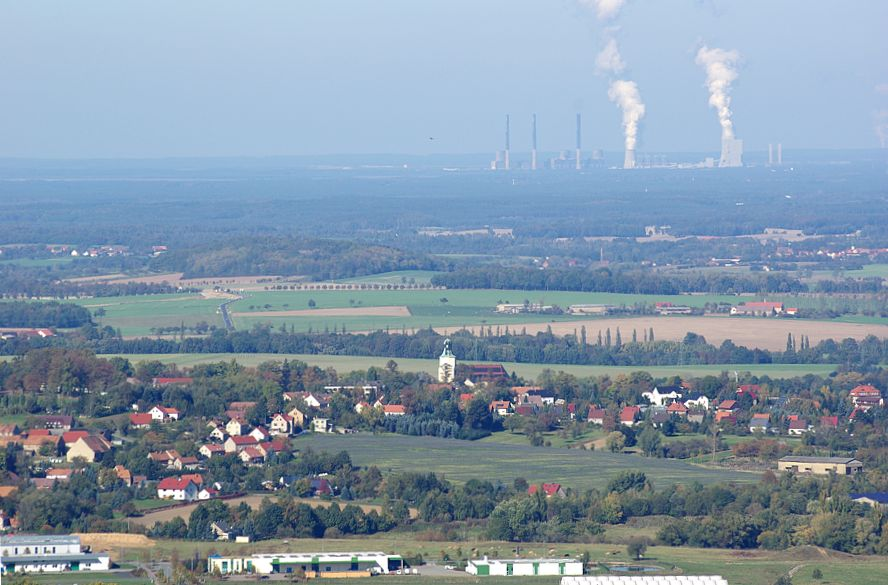
Blick über Kittlitz und Strohmberg zum Kraftwerk Boxberg (37 km)

Auf Grund seiner exponierten Lage hat man vom Berg eine hervorragende Aussicht. Im Süden erhebt sich der Kottmar und dahinter die Bergkette des Zittauer und Lausitzer Gebirges, im Osten erblickt man die vulkanischen Phonolith- und Basaltkuppen des Rotsteins sowie der Landeskrone bei Görlitz, bei ausreichenden Sichtbedingungen die Berge des Iser- und Riesengebirges. Weiter nördlich sind die Königshainer Berge zu sehen, gefolgt von der weiten Ebene im Norden der Oberlausitz, aus der die Silhouette des Braunkohlenkraftwerks Boxberg hervorsticht.
Nordwestlich reicht der Blick bis zu den Türmen der Stadt Bautzen sowie dem Hochstein.

## Sonnenphänomen
2008 untersuchten Heimatforscher aus Sohland den Geldkellerfelsen am Osthang des Schafberggipfels auf seine Eignung für kalendarische Sonnenbeobachtungen. Es zeigte sich, dass spezielle Sichtöffnungen die Bestimmung der Tagundnachtgleiche (Frühlings- und Herbstbeginn) und der Sonnenwenden bei Sonnenauf- und -untergang gestatten. Im gleichen Jahr gründete die Volks- und Schulsternwarte „Bruno-H.-Bürgel“ in Sohland/Spree für die Erforschung derartiger Sonnenphänomene an Fels- und Steinformationen der Oberlausitz und angrenzender Regionen die Fachgruppe Archäoastronomie. 2012 erhielt die Fachgruppe Archäoastronomie die Möglichkeit, im Rahmen der Landesgartenschau Löbau eine archäoastronomische Steingartenanlage zu konzipieren, welche das Sonnenbeobachtungsschema des Geldkellers nachempfand.

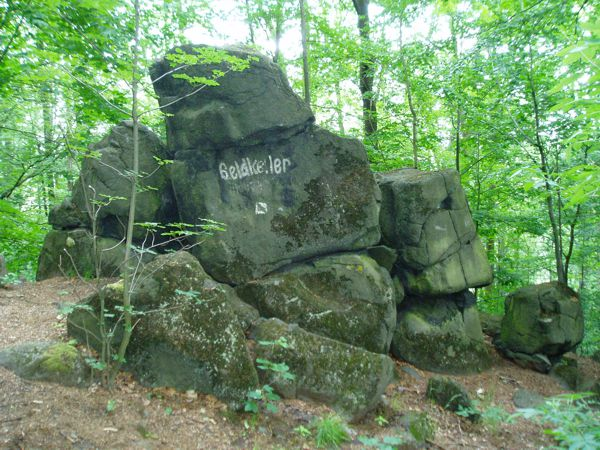
Geldkellerfelsen am Löbauer Schafberg (mutmaßliches Sonnenheiligtum)
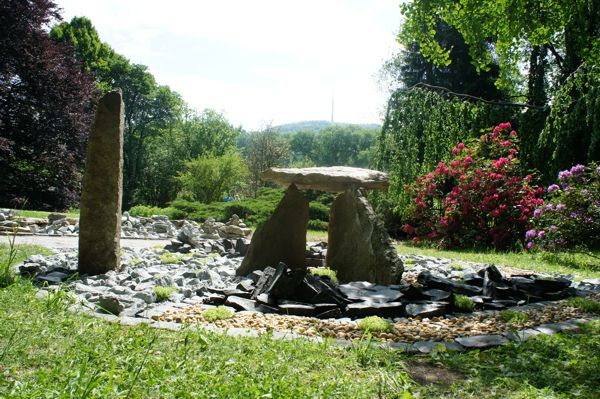
Archäoastronomische Steingartenanlage auf der Landesgartenschau Löbau 2012